# Клопка за пионира
Клопка за пионира је нојз рок група из Панчева и Београда. Основали су је 2003. године Милета Мијатовић (глас, перкусије, аутор текстова) и Дамјан Бркић (гитара, машине, аутор музике).
Велики допринос развоју групе дали су повремени члан Владимир Ленхарт (бас гитара, траке) и Марк Шнајдер, фотограф, возач и добровољни менаџер групе. Вук Палибрк (бубњеви) и Зоран Јовић Летач Ђаво (бубњеви) свирали су у "Клопки" током 2004. и 2005. године. На почетку 2009. године, групи се прикључио Ђурађ Шимић на клавијатурама.
Од снимања албума "Додоле", бенд наступа као четворка (Мијатовић - Бркић - Шимић - Ленхарт). "Клопка за пионира" настоји да искорачи из оквира популарне музике, те је развила својствен музички израз заснован на импровизацији, примени буке и "сарадњи човека и машине". Посебно важну улогу у њиховом звуку имају ангажовани текстови. Музика бенда често је описивана као неприхватљива, претежно због превелике буке, дисонантности, непријатног вокала, као и непријатних тема о којима говори.

## Везе
- Нова српска сцена
- Зграда БИГЗ-а